# جبل امان
جبل امان (به عربی: جبل عمان) یک کوه در اردن است که در امان واقع شده‌است.